# Азини
Азини (рос. азины, англ. azines) —
- 1. Ациклічні похідні гідразину загальної формули R2C=N-N=CR2, серед яких розрізняють альдазини й кетазини, як продукти конденсації гідразину з альдегідами чи кетонами, відповідно.
- 2. Шестичленні ароматичні гетероцикли, що містять у циклі не менше одного атома -N=. Можуть бути конденсованими з різними ін.ими карбо- або гетероциклами; пр., піридин, нафтазин. Основні сполуки, основність яких знижується зі збільшенням кількості піридинових атомів N (тб. атомів -N= у гетероароматичному циклі).

IUPAC застерігає, що термін азини не слід плутати із закінченням -азин, яке вживається в Ганч-Відманській номенклатурі для деяких гетероциклів.